# 노바이구아수

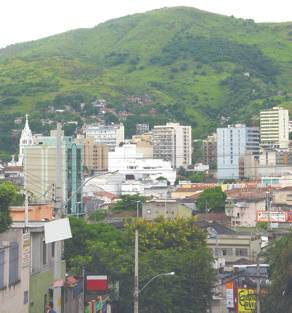
노바이구아수

노바이구아수(포르투갈어: Nova Iguaçu)는 브라질 남부 리우데자네이루주(히우지자네이루 주)에 있는 도시이다. 인구 844,583(2006).
리우데자네이루 서북부 교외의 내륙에 위치한다. 리우데자네이루의 위성도시이다. 부근에 대규모 오렌지 과수원이 있으며, 이 도시에는 오렌지 가공업을 비롯하여 다양한 공업이 발달하였다. 최근 브라질 타 지역에서 이주해온 사람이 늘어나면서 인구가 급증했다.